# Uliana Dubrova
Uliana Dubrova est une patineuse de vitesse sur piste courte ukrainienne.

## Biographie
Elle naît à Kharkiv le 3 avril 2002 et commence le short-track en 2012. Elle est entraînée par Vitaly Sivak pour les Jeux olympiques de 2022.
Elle considère Elise Christie et Shim Suk-hee comme ses modèles sportifs.
Elle participe aux épreuves de patinage de vitesse sur piste courte aux Jeux olympiques de 2022 sur le 1 500 mètres. Elle est éliminée en quarts de finale au profit entre autres de la finaliste Hanne Desmet et de la vice-championne olympique Suzanne Schulting.

## Prix et récompenses
- Maître du sport d'Ukraine, 2018[2]